# Cantón de Crécy-en-Pontieu
El cantón de Crécy-en-Ponthieu era una división administrativa francesa, que estaba situada en el departamento de Somme y la región de Picardía.

## Composición
El cantón estaba formado por veintiuna comunas:
- Boufflers
- Brailly-Cornehotte
- Conteville
- Crécy-en-Ponthieu
- Dominois
- Domléger-Longvillers
- Dompierre-sur-Authie
- Estrées-lès-Crécy
- Fontaine-sur-Maye
- Froyelles
- Gueschart
- Hiermont
- Le Boisle
- Ligescourt
- Maison-Ponthieu
- Neuilly-le-Dien
- Noyelles-en-Chaussée
- Ponches-Estruval
- Vitz-sur-Authie
- Yvrench
- Yvrencheux

## Supresión del cantón de Crécy-en-Ponthieu
En aplicación del Decreto n.º 2014-263 de 26 de febrero de 2014, el cantón de Crécy-en-Ponthieu fue suprimido el 22 de marzo de 2015 y sus 21 comunas pasaron a formar parte; dieciocho del nuevo cantón de Rue y tres del nuevo cantón de Doullens.